# Adenocalymma subspicatum
Adenocalymma subspicatum là một loài thực vật có hoa trong họ Chùm ớt. Loài này được A.H.Gentry mô tả khoa học đầu tiên năm 1993.